# Cabo Bougaroun
Cabo Bougaroun (en árabe: رأس بوقارون Ras-Bougaroun; que quiere decir Cabo de Cuernos) también llamado los Siete Cabos (en árabe Seba Rous) es un cabo en Skikda, Argelia.
Constituye el extremo occidental del Golfo de Skikda, frente al Cabo de Fer, y forma una península que es la más grande de la costa argelina. Su parte final es el punto más hacia al norte de la costa de Argelia.